# Oryctolagus laynensis
Espèce
Oryctolagus laynensis est une espèce fossile de lagomorphes de la famille des Leporidae.

## Distribution et époque
Ce proche parent du lapin de garenne actuel (Oryctolagus cuniculus) a été découvert en péninsule Ibérique. Il vivait à l'époque du Pliocène.

## Taxinomie
Cette espèce a été décrite pour la première fois en 1977 par la paléontologue espagnole Nieves López Martínez (es) (1949-2010).

## Autres espèces fossiles Oryctolagus
Les espèces fossiles Oryctolagus sont :
- Oryctolagus burgi
- Oryctolagus giberti de Marfà, 2008
- Oryctolagus lacosti (Pomel, 1853)
- Oryctolagus laynensis López Martínez, 1977

### Protologue
- (es) Nieves López Martínez, « Revisión sistemática y bioestratigráfica de los Lagomorpha (Mammalia) del Terciario y Cuaternario inferior de España », Tesis Doctoral Facultad Ciencias Geologicas, Madrid, Université complutense de Madrid,‎ 1977, p. 1-437.